# 默氏蝴蝶魚
默氏蝴蝶魚，為輻鰭魚綱鱸形目蝴蝶魚科的其中一種。

## 分布
本魚分布於太平洋區，包括日本、台灣、越南、印尼、澳洲、關島、馬紹爾群島、密克羅尼西亞、馬里亞納群島、新喀里多尼亞、帛琉、菲律賓、豪勛爵島、東加、萬納杜、薩摩亞群島、庫克群島、復活節島、斐濟、法屬波里尼西亞等海域。

## 深度
水深10至120公尺。

## 特徵
本魚和馬達加斯加蝴蝶魚（C. madagaskariensis）、稀帶蝴蝶魚（C. paucifasciatus）、紅尾蝴蝶魚（C. xanthurus）相似。體呈方圓形，吻突出，體色在頭部為銀色，至身體時漸轉變成白色。明顯的特徵為體後方有一黃色的大斜帶，從背鰭軟條部延伸至臀鰭軟條部，且在尾鰭上也有一黃色三角形條紋。體側有數條「ㄑ」字型的細條紋。頭部有條帶白邊的條紋通過眼睛。背鰭硬棘12至14枚、背鰭軟條21至23枚；臀鰭硬棘2至3枚、臀鰭軟條16至17枚。體長可達12.5公分。

## 生態
本魚棲息於深的潟湖與臨海礁石。單獨地或成對出現，雜食性，以藻類與小型底棲的無脊椎動物為食。能和紅尾蝴蝶魚(C. xanthurus)雜交。

## 經濟利用
為觀賞性魚類，不供食用性質。